# Feketefejű éjimajom
A feketefejű éjimajom (Aotus nigriceps) az éjimajomfélék családjába tartozó főemlősfaj. Dél-Amerikában fordul elő a következő országokban: Bolívia, Brazília, Kolumbia és Peru.